# 万维网联盟
万维网联盟，又称W3C理事会，是全球資訊網的主要國際標準組織，為半自治非政府組織（quasi-autonomous nongovernmental organization）。

## 歷史
萬維網聯盟（W3C）由蒂姆·伯纳斯-李於1994年10月離開歐洲核子研究組織（CERN）後成立，在歐盟執委會和國防高等研究計劃署（DARPA）的支持下成立於麻省理工學院MIT計算機科學與人工智慧實驗室（MIT／LCS），DARPA推出了ARPANET，是互聯網的前身之一。
該組織試圖透過W3C制定的新標準來促進業界成員間的兼容性和協議。不相容的HTML版本由不同的供應商提供，導致網頁顯示方式不一致。聯盟試圖讓所有的供應商實施一套由聯盟選擇的核心原則和元件。
CERN最初打算做為W3C的歐洲分支機構，然而CERN希望把重點放在粒子物理而不是資訊技術上。1995年4月，法國國家信息與自動化研究所（INRIA）成為W3C的歐洲機構。1996年9月，慶應義塾大學SFC研究所成為W3C亞洲機構。從1997年開始，W3C在世界各地建立了區域辦事處。截至2009年9月，已有十八個區域辦事處，涵蓋澳大利亞、比荷盧聯盟、巴西、中國、芬蘭、德國、奧地利、希臘、香港、匈牙利、印度、以色列、意大利、大韓民國、摩洛哥、南非、西班牙、瑞典。2013年1月，北京航空航天大學成為W3C中國機構。2016年，W3C在英國和愛爾蘭建立了區域辦事處。

## 標準
为解决網路应用中不同平台、技术和开发者带来的不兼容问题，保障網路信息流通得顺利完整，万维网联盟制定了一系列标准并督促網路应用开发者和内容提供者遵循这些标准。标准的内容包括使用语言的规范，开发中使用的导则和解释引擎的行为等等。W3C也制定了包括XML和CSS等的众多影响深远的标准规范。
但是，W3C制定的網路标准似乎并非强制，而只是推荐标准，因此部分网站仍然不能完全实现这些标准，特别是使用早期所见即所得网页编辑软件设计的网页往往会包含大量非标准代码。
- W3C推荐标准
- ActivityPub：去中心化社交網路協定
- CGI：動態伺服器端內容標準
- CSS：階層式樣式表
  - CSS動畫
  - CSS盒模型
  - CSS Flexible Box布局
  - CSS grid layout
- DOM：文件物件模型
- EME：DRM模組集成標準
- EPUB：一種電子書檔案格式
- HTML：超文件標示語言
- MathML：數學符號標記語言
- OWL
- P3P
- PICS（英语：Platform for Internet Content Selection）：網路內容篩選平台
- RDF：資源描述框架
- SKOS
- SOAP
- SPARQL
- SSML
- SMIL：同步多媒體集成語言
- SVG：可縮放向量圖形
- VoiceXML
- WAI
- WCAG
- WebAssembly
- WebAuthn
- WebDriver
- WOFF
- WebRTC
- WSDL
- WebVTT
- Web Widget
- XHTML：可延伸超文件標示語言
- XML：可延伸標記式語言
- XSL-FO
- XSLT

## 外部連結
- W3C官方网站
- 關於全球資訊網協會（页面存档备份，存于）
- W3C技術報告和出版物（页面存档备份，存于）
- W3C流程文件（页面存档备份，存于）
- W3C歷史（页面存档备份，存于）
- 如何閱讀W3C規範（页面存档备份，存于）